# Chrysorithrum steni
Chrysorithrum steni är en fjärilsart som beskrevs av Felix Bryk 1942. Chrysorithrum steni ingår i släktet Chrysorithrum och familjen nattflyn. Inga underarter finns listade i Catalogue of Life.